# La Neuville-du-Bosc
La Neuville-du-Bosc ist eine französische Gemeinde mit 713 Einwohnern (Stand 1. Januar 2022) im Département Eure in der Region Normandie.

## Geografie

### Geografische Lage
La Neuville-du-Bosc liegt im Forêt du Neubourg (Wald von Neubourg) 17 Kilometer südwestlich von Elbeuf, 3,2 Kilometer nordöstlich von Harcourt und 4 Kilometer nordwestlich vom Schloss Le Champ de Bataille.

### Geologie
La Neuville-du-Bosc ist eine der Gemeinden im Département Eure, in denen die Gefahr sich plötzlich bildender metertiefer Löcher besteht. Die sogenannten Marnières sind alte Mergelgruben, die notdürftig mit Schutt gefüllt worden sind. Sie können sich nach starkem Regen öffnen, wenn die Schuttfüllung in die Seitengänge geschwemmt wird. Diese Löcher haben meist einen Durchmesser von 1,5 bis 2 Metern. Im ganzen Département Eure gibt es etwa 16.000 dieser Mergelgruben. Es traten in der Vergangenheit Überschwemmungen auf, die mit der besonderen Beschaffenheit des tonhaltigen Bodens zusammenhängen.
Außerdem gab es Kalkstein-Steinbrüche vor Ort. Kalksteinquader wurden in Kalköfen gebrannt. Es besteht die Gefahr, dass alte Steinbrüche einstürzen, wobei zylindrische Hohlräume mit mehreren Metern Tiefe entstehen können.

## Geschichte
Spuren von Besiedlung aus prähistorischer Zeit fand man 1841 im Wald (Forêt de Sainte Vaubourg) bei La Neuville-du-Bosc. Es wurden zwei Feuersteinäxte aus der Jungsteinzeit und fünf große Äxte, die in unterschiedlichen Formen gegossen worden waren, sowie verschiedene Gussformen aus der Bronzezeit entdeckt.
La Neuville-du-Bosc wird zum ersten Mal 1050 in einer Urkunde des Grafen von Brionne erwähnt. Die Grenzen der Pfarrgemeinde wurden 1281 durch den Bischof von Évreux festgelegt.

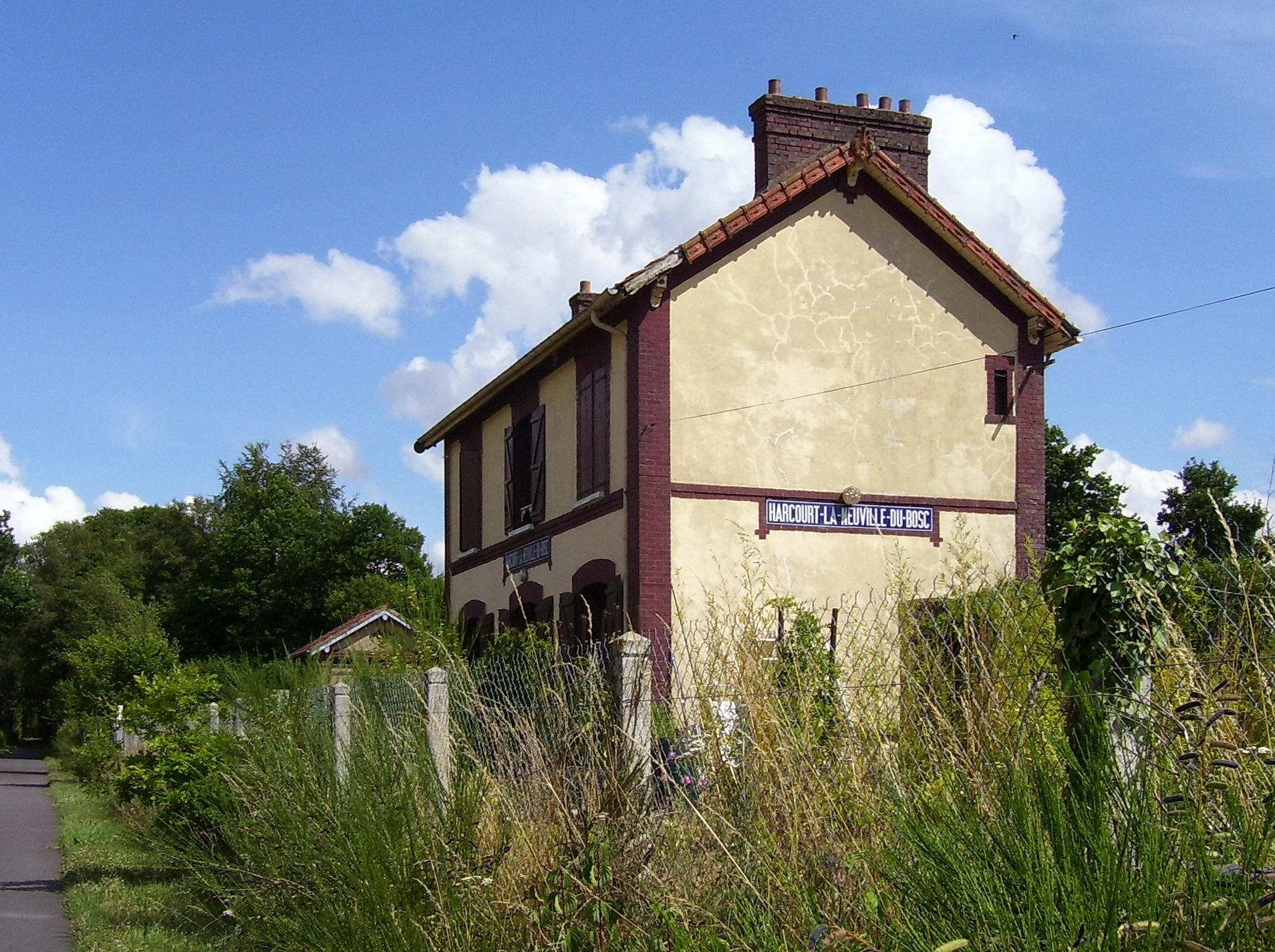
Alter Bahnhof zwischen Harcourt und La Neuville-du-Bosc

Die Zehntscheune La Grange de Canteloup aus dem 13. Jahrhundert wurde 1967–1969 abgebaut und zum Wiederaufbau der Abteikirche der Abtei Saint-Wandrille genutzt.
| Jahr      | 1793 | 1800 | 1846 | 1886 | 1901 | 1926 | 1931 | 1936 | 1968 | 1999 | 2007 |
| --------- | ---- | ---- | ---- | ---- | ---- | ---- | ---- | ---- | ---- | ---- | ---- |
| Einwohner | 735  | 874  | 725  | 610  | 510  | 411  | 393  | 299  | 336  | 372  | 528  |

## Politik
Von 1855 an bis in die späten 80er des 20. Jahrhunderts war der Bürgermeister immer ein Mitglied der Familie Conard. Der amtierende Bürgermeister heißt Bernard Forcher.

### Wappen
Das Wappen der Gemeinde ist blau mit goldenen Rechtecken (billetté), auf denen ein goldener, aufrechter Löwe dargestellt ist. Die heraldische Farbe „gold“ wird auf Wappen gelb abgebildet.

## Kultur und Sehenswürdigkeiten

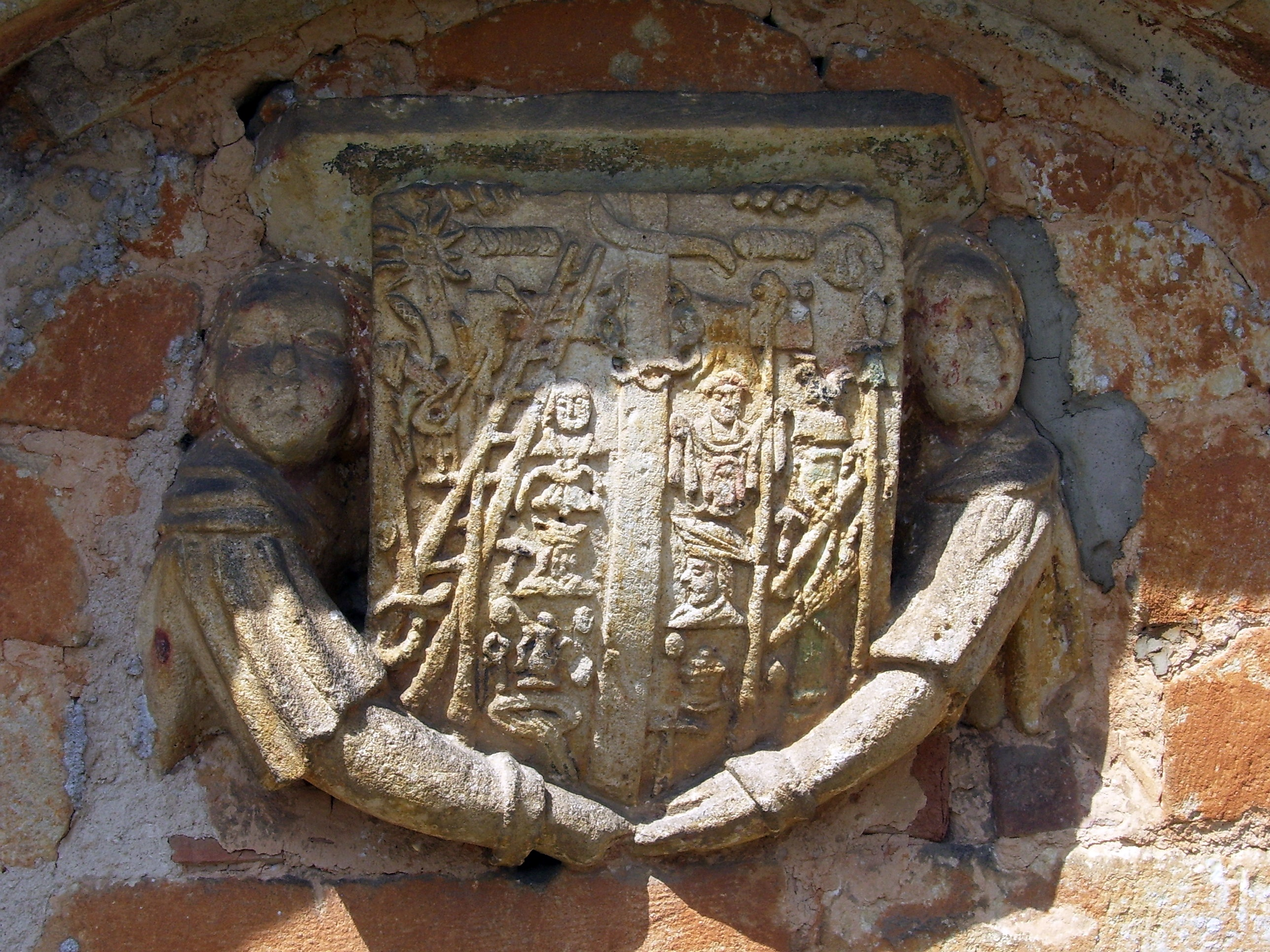
Écusson, Wappenschild an der Südfassade der Kirche

La Neuville-du-Bosc ist mit zwei Blumen im Conseil national des villes et villages fleuris (Nationalrat der beblümten Städte und Dörfer) vertreten. Die „Blumen“ werden im Zuge eines regionalen Wettbewerbs verliehen, wobei maximal drei Blumen erreicht werden können.
Im Zentrum der Gemeinde befindet sich, neben der Kirche mit ihrer großen Eibe, ein Dorfteich.

### Bauwerke
Reste des Manoir de Sainte Vaubourg eines Jagdschlosses mit Kapelle, das den Seigneurs von Le Neubourg gehörte und der Heiligen Walburga gewidmet war, befinden sich im Wald von Neubourg. Es handelt sich um einen normannischen Portalvorbau, die Kapelle und einen Ziehbrunnen. Neben dem Brunnen gab es eine Eiche, die der Heiligen Barbara von Nikomedien geweiht war. Gläubige kratzten etwas Rinde von dem Baum, mischten sie mit Brunnenwasser und tranken es als Mittel gegen Fieber. Die romanische Kapelle wurde im 12. und 13. Jahrhundert erweitert. Damals war sie ein Wallfahrtsort, der dem Agapitus von Praeneste geweiht war.
Die Kirche Sainte-Catherine stammt aus dem 14. Jahrhundert und wurde im 16. Jahrhundert umgebaut. Sie beherbergt eine Pietà aus dem 15. Jahrhundert und ein Marienbildnis aus dem 16. Jahrhundert. An der Südfassade befindet sich ein Wappenschild.

## Wirtschaft und Infrastruktur

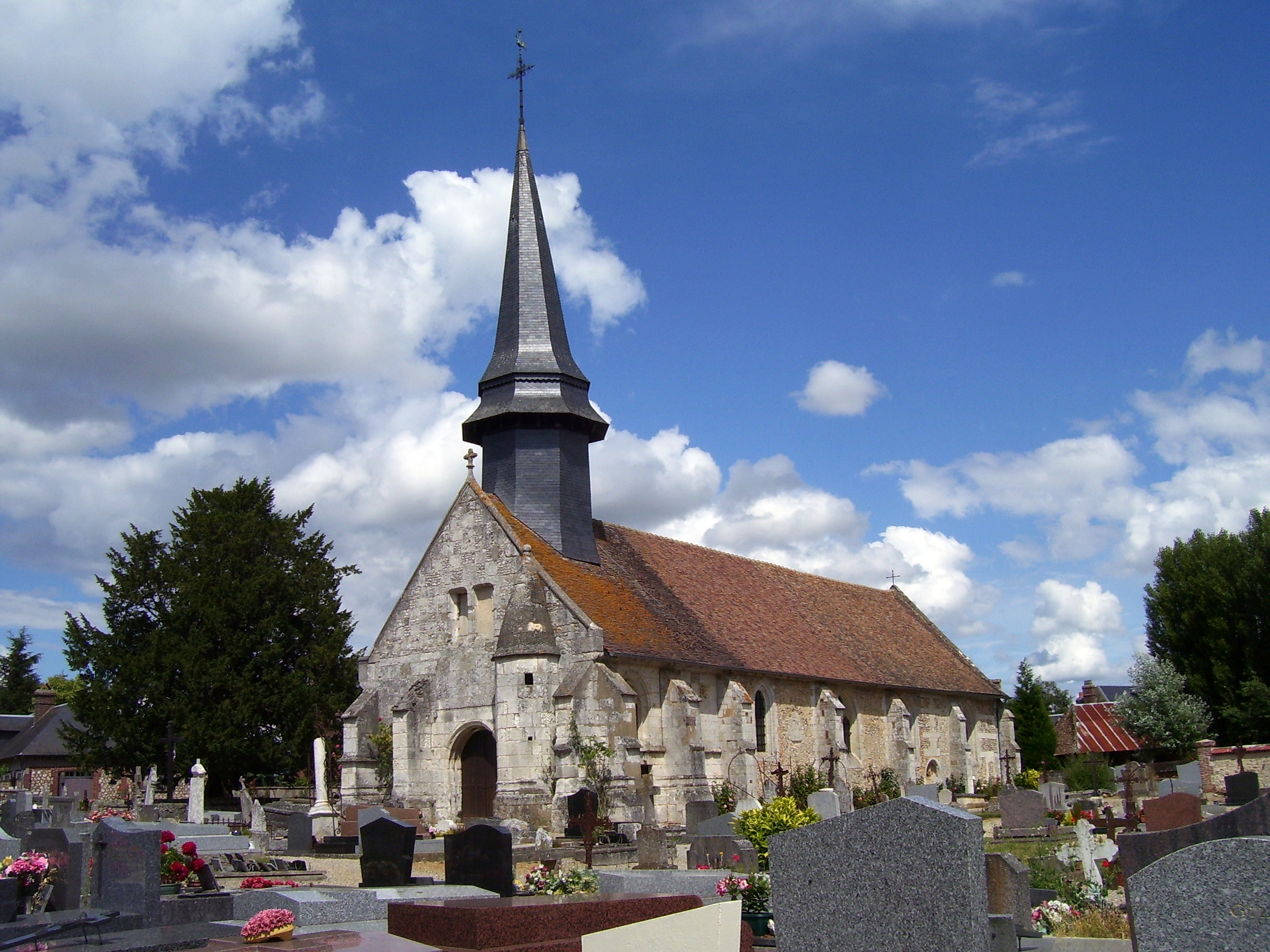
Kirche Sainte-Catherine

Im 19. Jh. gab es eine Weberei in La Neuville-du-Bosc. Heute ist die Landwirtschaft der bedeutendste Erwerbszweig. Auf dem Gemeindegebiet gelten geschützte geographische Angaben (IGP) für Schweinefleisch (Porc de Normandie), Geflügel (Volailles de Normandie) und Cidre (Cidre de Normandie und Cidre normand).
Der ehemalige Bahnhof zwischen Harcourt und La Neuville-du-Bosc gehörte zu einer Bahnlinie, die seit dem Ende des 19. Jahrhunderts von Glos-sur-Risle (Bahnhof Glos-Montfort) nach Évreux führte. Fünfmal täglich hielten Personenzüge am Bahnhof und einmal täglich fuhr ein Güterzug aus La Neuville-du-Bosc, der Kies aus den Kiesgruben der Gemeinde, Likör, Calvados Äpfel und Rüben transportierte. Die Bahnlinie wurde 1970 geschlossen und später asphaltiert. Sie dient heute als Fahrrad- und Wanderweg.

### Bildung
1973 wurde eine freie Schule in La Neuville-du-Bosc gegründet, die École de Neuville. 1982 verließ die Schule die Gemeinde, behielt jedoch den Namen bei.